# 정자동 (성남시)
정자동(亭子洞)은 대한민국 성남시 분당구의 법정동이다. 법정동 정자동은 행정동 정자동, 정자1동, 정자2동, 정자3동으로 나뉘어 있다.

## 역사
정자동은 조선시대에 광주군 돌마면 정자리에 속한 지역이었다. 1971년 9월 13일 광주군에서 성남출장소가 분리·독립되면서 돌마면 정자리에 속하였고, 1975년 3월 17일 성남시 돌마출장소 관할이 되었다. 1989년 5월 1일 성남시 중원구에 편입되었다가 1991년 9월 17일 분당출장소가 분당구로 승격될 때 정자동에 속하였다. 1993년 6월 5일 분당구 동북부를 관할하던 분당동에서 내정동이 분동되었으며, 1995년 3월 7일 내정동에서 정자동이 분동되었다. 1996년 1월 15일 분당구 정자동과 금곡동 일부를 나누어 행정동인 신기동 및 불정동을 신설하였으며 그전 법정동인 정자동, 금곡동의 각 일부에 걸쳐 있었으나 법정동간 경계조정으로 현재 법정동은 정자동이며, 행정동은 2001년 1월 1일 성남시조례 1733호에 의거 신기동에서 정자1동이, 정자동에서 정자2동이, 불정동에서 정자3동이 되었다. 2015년 5월 1일 시조례 제2868호에 의거 정자1동에서 정자동이 분동되었다.

## 지명 유래
조선 중기에 이천부사 겸 광주병마진관 등을 역임한 이경인(李敬仁)이 탄천이 보이는 곳에 정자를 짓고 학문에 정진했는데, 전주이씨 태안군파 집성촌의 정자가 있는 마을이라 하여 정자동이 되었다는 설과 정자나무가 있어서 정자동이 되었다는 설이 있다. 전주이씨 태안군파 묘역에는 조선 전기의 문신 이팽수(李彭壽)와 그의 아들 이강, 그리고 이강의 아들인 이경인(李敬仁)과 생몰년 미상의 이석명 등 4기의 묘소가 있다. 태안군 이팽수는 조선 성종의 제12남인 무산군의 다섯째 아들로 임진왜란 때 왕을 호위한 공을 인정받아 호성공신에 봉해졌다. 이경인은 태안군의 증손으로 이천도호부사 등을 역임하였다.

## 현황
법정동인 정자동은 현재 정자동~정자3동으로 이루어져 있다. 정자 1동의 주요기관으로 정자동 우체국, 분당보건소, 분당경찰서, 금곡파출소이 있고 정자 2동은 능골 근린공원, 한솔어린이공원, 철쭉어린이 공원 등의 시설이 있으며, 주요기관으로 한솔종합사회복지관, 정자 3동은 정자근린공원, 봉우재 근린공원, 분당 53호~55호의 어린이 공원 등의 시설이 있다. 강남과 바로 연결되는 지하철 수인분당선과 신분당선이 다니며, 경부고속도로, 분당-내곡 간 도시고속화도로를 끼고 있어 교통이 편리하게 조성되어 있다. 문화재로는 전주이씨 태안군파 묘역(경기기념물 118)이 있으며 그 밖에 지석묘, 봉수지 등이 있다.

## 교육

### 정자동
- 성남신기초등학교
- 백현초등학교
- 분당중학교
- 정자중학교
- 백현중학교

### 정자1동
- 성남정자초등학교
- 늘푸른초등학교
- 늘푸른중학교
- 늘푸른고등학교

### 정자2동
- 한솔초등학교
- 한솔고등학교

### 정자3동
- 탄천초등학교
- 불정초등학교
- 분당중앙고등학교
- 계원예술고등학교

## 아파트
- 상록마을상떼뷰리젠시1단지아파트(101동)
- 상록마을상떼뷰리젠시2단지아파트(201동)
- 위브파빌리온 오피스텔(A동~B동)
- 한솔마을주공4단지아파트(401동~417동)
- 한솔마을주공5단지아파트(501동~512동)
- 한솔마을주공6단지아파트(601동~612동)
- 한솔마을주공7단지아파트(701동~712동)
- 정든마을신화5단지아파트(501동~508동)
- 정든마을한진6단지아파트(601동~606동)
- 정든마을한진7단지아파트(701동~705동)
- 정든마을한진8단지아파트(801동~808동)

| 단지명                   | 건설사                      | 시행사                    | 주소                   | 입주        | 비고 |
| ------------------------ | --------------------------- | ------------------------- | ---------------------- | ----------- | ---- |
| 더샵 분당스타파크        | 포스코이앤씨                | ㈜엔티파크 이좋은집건설㈜ | 분당구 정자일로 121    | 2007년 2월  |      |
| 더샵 분당파크리버        | 포스코이앤씨                | ㈜에이치티디앤씨          | 분당구 돌마로 171      | 2021년 10월 |      |
| 분당 파크뷰              | ㈜에스케이건설 포스코이앤씨 | ㈜에이치원개발            | 분당구 정자일로 248    | 2004년 7월  |      |
| 분당 미켈란쉐르빌        | 삼성중공업                  | ㈜도시와사람              | 분당구 정자일로 100    | 2003년 9월  |      |
| 분당 아데나루체          | 삼성중공업                  | 한국토지신탁              | 분당구 정자일로 120    | 2004년 12월 |      |
| 분당 파라곤              | 동양건설산업                | ㈜효승                    | 분당구 정자일로 230    | 2004년 10월 |      |
| 분당 로얄팰리스          | 삼성물산㈜ 건설부문         | ㈜신영                    | 분당구 성남대로 449    | 2003년 2월  |      |
| 분당 아데나팰리스        | 삼성물산㈜ 건설부문         | ㈜한원디벨로프먼트        | 분당구 성남대로 275    | 2003년 4월  |      |
| 분당 아이파크 1단지      | 현대산업개발                | 화이트코리아㈜            |                        | 2003년 5월  |      |
| 상록마을 4단지 임광·보성 | ㈜보성, 임광토건㈜          | ㈜보성, 임광토건㈜        | 분당구 정자일로 80     | 1995년 5월  |      |
| 한솔마을 2단지 LG        | ㈜엘지건설                  | ㈜엘지건설                |                        | 1995년 6월  |      |
| 한솔마을 1단지 청구      | ㈜청구                      | ㈜청구                    |                        | 1994년 4월  |      |
| 한솔마을 3단지 한일      | 한일건설㈜                  | 한일건설㈜                |                        | 1993년 10월 |      |
| 상록마을 3단지 우성      | ㈜우성건설                  | ㈜우성건설                |                        | 1995년 2월  |      |
| 정든마을 4단지 우성      | ㈜우성건설                  | ㈜우성건설                | 분당구 정자로 144      | 1995년 2월  |      |
| 정든마을 6단지 우성      | ㈜우성건설                  | ㈜우성건설                | 분당구 불정로 195      | 1994년 6월  |      |
| 느티마을 3단지 공무원    | 신원종합개발                | 대한주택공사              | 분당구 느티로 70       | 1994년 11월 |      |
| 느티마을 4단지 공무원    | 두산개발㈜ 미도파㈜         | 대한주택공사              | 분당구 느티로 70       | 1994년 11월 |      |
| 느티마을 1단지 경남·선경 | 경남기업, 선경건설          | 경남기업, 선경건설        |                        | 1995년 9월  |      |
| 정든마을 1단지 동아      | 동아건설산업                | 동아건설산업              | 분당구 불정로 141      | 1995년 4월  |      |
| 정든마을 2단지 동아      | 동아건설산업                | 동아건설산업              | 분당구 불정로 179      | 1995년 4월  |      |
| 상록마을 1단지 라이프    | 라이프주택개발㈜            | 라이프주택개발㈜          | 분당구 정자로 56       | 1994년 6월  |      |
| 상록마을 2단지 라이프    | 라이프주택개발㈜            | 라이프주택개발㈜          | 분당구 정자로76번길 10 | 1994년 6월  |      |

## 문화재
- 전주이씨태안군파묘역 - 경기도 기념물 제118호

## 쇼핑
- 이마트 분당지점

## 기관
- 한국잡월드
- 국립국제교육원